# عبد الرحمن سامي باشا
عبد الرحمن سامي باشا (بالتركية: Abdurrahman Sami Paşa)‏‏ (ولدَ في 1794 ) هو سياسي عثماني، تولى منصب والي البوسنة.

## مناصبه
تولى المناصب التالية:
- والي البوسنة